# Конечна
Коне́чна (пол. Konieczna, русин. Конечна) — село в Польше, находится на территории гмины Усце-Горлицке Горлицкого повята Малопольского воеводства.

## География
Село располагается возле польско-словацкой границы в 15 км до Усце-Горлицке, в 24 км до Горлице и в 120 км до Кракова. Возле села протекает река Здыня. Село является конечным населённым пунктом воеводской дороги 997, которая начинается в Тарнуве. Возле села находился пограничный Конечна-Бехеров. Через село проходят туристические горные маршруты.

## История
До конца Второй мировой войны в селе проживали лемки, которые были переселены во время операции «Висла» на западные территории Польши.

## Достопримечательности
- Церковь святого Василия Великого — православная церковь; архитектурный памятник;
- Воинское кладбище времён Первой мировой войны — исторический памятник;
- Воинское кладбище времён Первой мировой войны — исторический памятник;